# 厄尔·伊比
厄尔·威廉·伊比（英語：Earl William Eby，1894年11月18日—1970年12月14日），美国男子田径运动员，主攻400米和800米。他曾代表美国参加1920年夏季奥林匹克运动会田径比赛，获得男子800米银牌。